# Lonchoptera nerana
Lonchoptera nerana är en tvåvingeart som beskrevs av Vaillant 1989. Lonchoptera nerana ingår i släktet Lonchoptera och familjen spjutvingeflugor.
Artens utbredningsområde är Italien. Inga underarter finns listade i Catalogue of Life.